# Wiesen (Germania)
Wiesen è un comune tedesco di 1 084 abitanti, situato nel land della Baviera.